# 大前光市
大前 光市（おおまえ こういち、1979年9月27日 - ）は、日本のプロダンサー。かかしのダンサーとして、片足が義足というハンディキャップを生かした独自の創作ダンスを演じている。所属事務所は、一般社団法人 障がい者スポーツ・アート・ミュージック振興協会（HANSAM ハンサム）。
2016年に開催されたリオデジャネイロパラリンピックの閉会式において、東京パラリンピックへの引き継ぎセレモニーでダンスを演じた。

## 略歴
岐阜県益田郡萩原町（現・下呂市）に生まれる。
中学時代に卒業生を送る会の演劇で主役を務め、舞台に興味を抱く。
ダンスの道を志したのは、岐阜県立益田高等学校（現・益田清風高等学校）在学中で、アルバイトで費用を賄いつつ高山市のダンス教室へ通った。大阪芸術大学へ進学し、バレエを専攻する。大阪芸術大学を卒業後、国内有数のバレエ団の入団オーディションの最終選考直前に飲酒運転の車に後ろから撥ねられ、左脚のひざから下を失う。4ヶ月の入院を経て、ダンスの練習を再開する。前述のバレエ団の入団オーディションに挑むも3年連続で落ち、バレエ団からもプロにはなれないと宣告を受ける。しかし、健常者の動きを追究するのではなく、別の方法を模索するようになり、様々な形状の義足で試行錯誤を繰り返した。事故から6年が経ち、通常の義足よりも5センチメートルほど短い義足で踊った場合に、自然な動きが出て、これが評価されることになる。
2016年のリオデジャネイロパラリンピック閉会式では、約2分間ソロで演技し、4回連続のバク転を披露した。
2017年の第68回NHK紅白歌合戦では平井堅が歌う『ノンフィクション』とのコラボレーションを展開した。